# Enicospilus limax
Enicospilus limax là một loài tò vò trong họ Ichneumonidae.